# Africaspis caffra
Africaspis caffra är en insektsart som först beskrevs av Charles Kimberlin Brain 1920.  Africaspis caffra ingår i släktet Africaspis och familjen pansarsköldlöss. Inga underarter finns listade i Catalogue of Life.